# دانتون
دانتون هو فيلم من نوع تاريخي ‏ وسيرة ذاتية ودراما أُصدر في 12 يناير 1983. الفيلم من إنتاج ليس فيلمز دي لوسانغي ‏، ومن توزيع شركة أفلام غومونت، وهو من إخراج أندريه فايدا، أما السيناريو فكان من كتابة جان كلود كاريير وأندريه فايدا وآقنييسكا هولاند وStanisława Przybyszewska ‏ وبوليسلاف ميشاليك ‏. الفيلم مقتبسٌ من The Danton Case ‏ من تأليف Stanisława Przybyszewska ‏.

## القصة
تقع أحداث الفيلم في باريس. وقصة الفيلم الرئيسية حول الثورة الفرنسية.

## طاقم التمثيل
- جيرارد ديبارديو، بدور جورج دانتون
- ستيفان جوبير  [لغات أخرى]‏، بدور
- ألان الصولجان  [لغات أخرى]‏، بدور Louis Héron [الإنجليزية]‏
- رونالد جوتمان، بدور Martial Herman [الإنجليزية]‏
- جاك فيليريه، بدور فرانسوا جوزيف ويسترمان
- Czesław Wołłejko [الإنجليزية]‏
- Artus de Penguern [الإنجليزية]‏
- وچسيتش پسزونياك [الإنجليزية]‏، بدور ماكسميليان روبسبيار
- رولان بلانش، بدور سيباستيان لاكروا  [لغات أخرى]‏
- سيرج ميرلين، بدور Pierre Philippeaux [الإنجليزية]‏
- فلاديمير يوردانوف
- باتريس شيرو، بدور كامي ديمولان
- Roger Planchon [الإنجليزية]‏، بدور أنطوان كوانتن فوكيه تينفل
- Marian Kociniak [الإنجليزية]‏، بدور Jean-Baptiste Robert Lindet [الإنجليزية]‏
- Leonard Pietraszak [الإنجليزية]‏
- جيرزي تريلا
- آن ألفارو، بدور Éléonore Duplay [الإنجليزية]‏
- Tadeusz Huk  [لغات أخرى]‏
- أندريه سيويرين
- بوغسلاف ليندا، بدور لويس أنطوان دي سانت جاست
- كريزستوف جلوبسز، بدور Jean-Pierre-André Amar [الإنجليزية]‏
- Małgorzata Zajączkowska [الإنجليزية]‏
- أنجيلا وينكلر، بدور لوسيل ديمولان
- Marek Kondrat [الإنجليزية]‏

## الإنتاج
موسيقى الفيلم التصويرية كانت من تأليف Jean Prodromidès ‏.

## وصلات خارجية
- دانتون على موقع IMDb (الإنجليزية)
- دانتون على موقع روتن توميتوز (الإنجليزية)
- دانتون على موقع نتفليكس (الإنجليزية)
- دانتون على موقع ألو سيني (الفرنسية)
- دانتون على موقع Turner Classic Movies (الإنجليزية)
- دانتون على موقع أول موفي (الإنجليزية)
- دانتون على موقع فيلمافينيتي (الإسبانية)
- دانتون على موقع قاعدة بيانات الأفلام السويدية (السويدية)
- دانتون على موقع قاعدة بيانات الفيلم (الإنجليزية)
- دانتون على موقع ليتربوكسد (الإنجليزية)